# Васконселос, Себастьян
Себастьян Васконселос Коста (порт.-браз. Sebastião Vasconcelos Costa; 21 мая 1927, Посиньюс, Параиба — 15 июля 2013, Рио-де-Жанейро) — бразильский актёр. В России известен по ролям Флориано Араужу, отца близняшек Рут и Ракел в сериале «Секрет тропиканки» и Абдула Рашида в сериале «Клон». Себастьян Васконселос страдал от депрессии, которая ослабила его здоровье, и 15 июля 2013 года он скончался.

## Фильмография
- 1993 — Секрет тропиканки — Флориано Араужо
- 1999 — Воздушные замки
- 1999 — Принц рынка
- 2000 — Бразильская акварель
- 2001 — Клон — Абдул Рашид
- 2001 — Берег мечты
- 2003 — Дом семи женщин
- 2004 — Кабокла
- 2007 — Пути сердца
- 2008 — Мутанты